# Heinrich Ruff
Heinrich Ruff (ur. 10 stycznia 1904, zm. ?) – zbrodniarz hitlerowski, jeden z funkcjonariuszy pełniących służbę w niemieckich obozach koncentracyjnych i SS-Hauptscharführer.
Członek personelu obozów Auschwitz-Birkenau (gdzie kierował kompanią karną), Mauthausen-Gusen i Pustków. 5 kwietnia 1949 został skazany przez polski sąd w Tarnowie na 10 lat pozbawienia wolności. Zwolniony z więzienia 30 kwietnia 1956.